# Егоров, Иван Егорович (революционер)
Иван Егорович Егоров (1888—1918) — российский революционер, деятель советских спецслужб.

## Биография
С 1900 рабочий в Петербурге, работать начал в 12 лет. Член Коммунистической партии РСДРП(б), с 1908. С 1913, электромонтёр «Общества электрического освещения 1886 года», работал в технической группе ПК РСДРП. После Февральской революции, направлен на вагоностроительный завод Речкина (с 1922, имени самого И. Е. Егорова), один из руководителей большевиков завода, председатель заводского комитета, член Московского (Московско-Заставского) РК РСДРП(б), депутат Петросовета.
Участник штурма Зимнего дворца, борьбы с "Корниловщиной", Октябрьского военного переворота.
После Октябрьской революции, работал в Петросовете, Нарвском районном исполкоме. Летом 1918 член губернской ЧК в Пензе, в сентябре 1918 погиб. Похоронен, видимо, был на Митрофаньевском (Митрофановском) кладбище, в Пензе, затем прах перенесён на Литераторские мостки.

## Память
- Ленинградский Ордена Октябрьской Революции и Ордена Красной Звезды вагоностроительный завод им. И. Е. Егорова (назван в 1922, в 1990—2013 гг. — ЗАО «Вагонмаш»)[2];
- Улица Егорова (названа в 1923) (бывший Тарасов переулок, в районе Измайловского проспекта);
- Мост через Обводный канал.